# Scaptodrosophila bodmeri
Scaptodrosophila bodmeri är en tvåvingeart som först beskrevs av Bock och Parson 1979.  Scaptodrosophila bodmeri ingår i släktet Scaptodrosophila och familjen daggflugor. Inga underarter finns listade i Catalogue of Life.